# Competència monopsonista
La competència monopsonista és una situació de mercat que es produeix quan pocs consumidors competeixen entre ells atorgant diversos privilegis als oferents, tals com crèdits per la producció, regals o publicitat, amb l'objectiu d'aconseguir els millors productes.